# Pat Toomey
Patrick Joseph Toomey (Providence (Rhode Island), 17 de noviembre de 1961) es un político estadounidense. Desde 2011 a 2023 representó al estado de Pensilvania en el Senado de ese país. Está afiliado al Partido Republicano. Fue representante de la Cámara de Representantes durante tres periodos, entre 1999 y 2005.